# Food and Drug Administration
Food and Drug Administration (FDA) (engelsk for 'Fødevare- og Lægemiddelforvaltningen') er USA's føderale fødevare- og lægemiddelmyndighed. 
FDA blev grundlagt i 1906 og er organiseret som en styrelse under sundhedsministeriet, har ansvaret for fødevarer (både for mennesker og dyr), kosttilskud, lægemidler (for mennesker og dyr), kosmetik, medicinsk udstyr og blodprodukter. 
FDA har spillet en væsentlig rolle for bedre mad- og lægemiddelsikkerhed og for at sikre at effekten af lægemidler er tilstrækkeligt videnskabeligt dokumenteret. Den måske største triumf var afvisningen af thalidomid i 1960'erne; et medikament, der viste sig at resultere i alvorlige misdannelser, når det blev anvendt af gravide. I modsætning til mange lande i Europa, herunder Danmark, godkendte USA aldrig stoffet.
Myndigheden har fået kritik for at være for bureaukratisk, for at fordyre lægemidler og forårsage, at de kommer unødvendigt sent på markedet. Særligt kritiserer udenlandske aktører FDA for at favorisere amerikanske medicinalvirksomheder. 